# Salt sobre cavall
|  | Per la disciplina hípica, vegeu salt a cavall. |

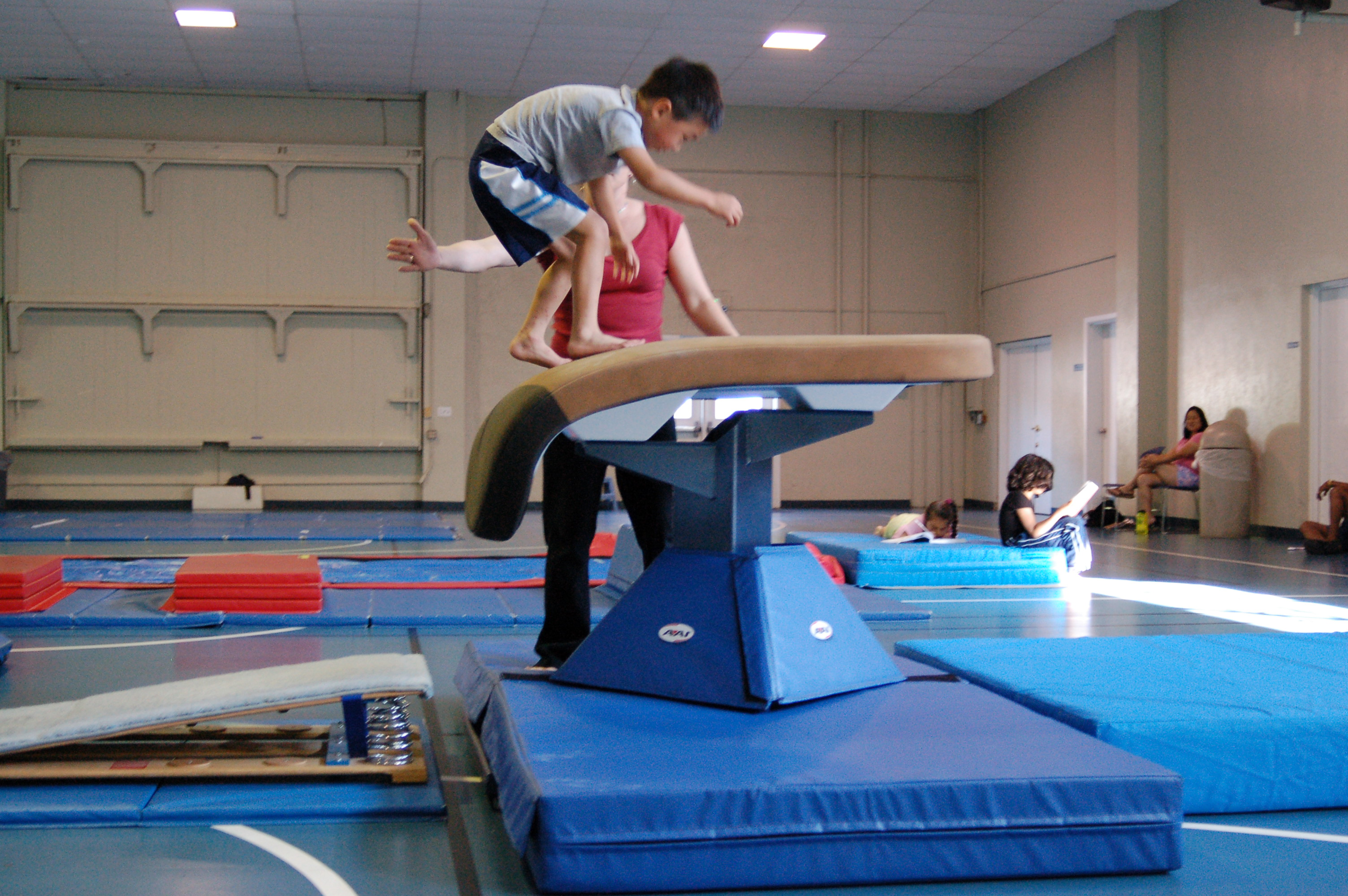
Xicot en poltre modern

El salt sobre cavall o salt sobre poltre és un aparell gimnàstic usat en la gimnàstica artística. El terme també s'associa al mateix exercici, salt, mentre que l'objecte en si és el poltre o cavall o més recentment taula.
S'utilitza tant en categoria masculina com femenina i és un exercici molt curt però de gran potència què és divideix en dues fases definides com a primer i segon vol. El primer vol, el dona l'impuls, després d'una carrera de 25 m, i el salt al trampolí, que es pot realitzar tant de cara al poltre com donant l'esquena. Per fer el salt d'esquena s'ha de fer una rotació amb les mans sobre el passadís i les cames al trampolí. En el segon vol, el gimnasta, posa les mans a l'aparell per tal de superar-lo amb mortals simples, dobles o triples (cap endavant, enrere o al voltant de l'eix longitudinal). Per fer el salt a terra és necessari aterrar amb els peus i quedar amb el cos alineat amb la direcció de la carrera.
En aquest aparell el gimnasta fa un esprint d'uns 25 metres en una recta que finalitza en un petit trampolí on es fa la batuda i se salta recolzant les mans sobre el poltre o cavall i fent una tombarella a l'aire el més alta possible i intentant fer una figura aèria com més complicada millor, per acabar caient dempeus a terra. La dificultat de la tombarella, així com l'alçada assolida i la forma de caure a terra influeixen a l'hora d'obtenir la puntuació més alta possible.
És una prova que es realitza tant en categoria masculina com femenina. L'any 2001, el tradicional poltre o cavall va ser reemplaçat per un nou aparell també conegut com a taula. És un aparell una mica més ample i llarg, així com estable que l'antic.

## Dimensions

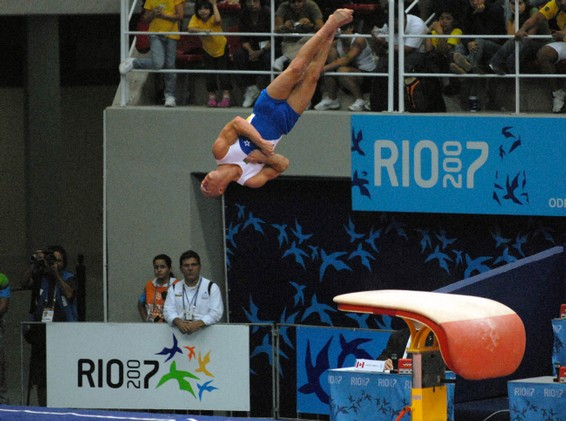
Gimnasta fent un doble tirabuixó

Les mesures de l'aparell són publicades per la FIG a l'opuscle Apparatus Norms.
En el cas del poltre o cavall són:
- Altura: 125 cm (dones) 135 cm (homes)
- Allargada: 120 cm
- Amplada: 95 cm
- Distància d'aproximació: 25m[1]